# Porquinho-da-índia
O porquinho-da-índia ou cuy (nome científico: Cavia porcellus) é uma espécie de roedor sul-americano da família dos caviídeos, que também inclui os preás, mocós e maras. Também são conhecidos popularmente como cobaia, cobaia-andino e preá-do-reino. São muito confundidos por leigos como um rato por terem muita semelhança. São oriundos dos Andes, na América do Sul, e estudos baseados em bioquímica e hibridação sugerem que eles são descendentes domesticados de uma espécie de preá intimamente relacionada como C. tschudii. Eles foram originalmente domesticados para a alimentação dos incas e outros povos indígenas, os quais ainda mantêm essa prática. Devido a essa domesticação, esses roedores não existem mais na natureza.
É considerado um animal silvestre e tem uma grande importância ecológica, alimentícia e científica, pois além de estarem na cadeia alimentar de vários outros animais, como cobras, jacarés, leões, onças, lobos, e carnívoros em geral, também servem de cobaias para pesquisas laboratoriais. Por mais que seja considerado um animal silvestre ele tem ganhado uma visibilidade enorme nos últimos anos, principalmente  na sociedade ocidental, e até na recente geração de jovens nos países andinos, o porquinho-da-índia tem gozado de grande popularidade como animal de estimação, desde a sua introdução pelos comerciantes europeus no século XVI. Por ter uma natureza dócil, capacidade de resposta amigável ao manuseio, sua alimentação e a relativa facilidade de cuidá-los fizeram, e continuam a fazer, dos porquinhos-da-índia uma escolha popular sendo criado como animal domesticável e adentrando nos lares familiares. Dessa forma, foram-se consolidando os criadouros e as comercialização desses animais.

## Outros nomes, grafias e etimologia
Segundo o tupinólogo Eduardo Navarro, o nome "cavídeos" se originou da leitura errônea feita por Lineu do livro Historia Naturalis Brasiliae, de Marcgrave. Neste livro, Marcgrave escreveu a palavra tupi antiga saûîá, que designava algumas espécies de roedores, sob a grafia CAVIA. A leitura correta do termo CAVIA é "çauiá", mas Lineu a leu "cavia". Tal erro de pronúncia de Lineu gerou o atual nome "cavídeos".
O nome que a espécie Cavia porcellus recebe em alguns idiomas europeus não leva em conta o original (tradução literal):
- Cavia peruviana ou Porcellino d’India ('cavia-peruano' ou 'porquinho-da-índia') em italiano.
- Huiscavia ('cavia-doméstico') em holandês.
- Cuyo, cui, cobaya ('cui' ou 'cobaia') em espanhol.
- Cochon d'Inde ou cobaye ('porco-da-índia' ou 'cobaia') em francês.
- Guinea pig ('porco-da-guiné') em inglês.
- Meerschweinchen ('porquinho-do-mar') em  alemão.
- Морская свинка (morskaya svinka, 'porquinho-do-mar') em russo.
- 豚鼠 (túnshǔ, 'porco-rato') e, às vezes, 荷蘭 豬, (hélánzhū, 'porco-holandês') ou 天竺鼠, (tiānzhúshǔ, 'rato-indiano') em chinês.

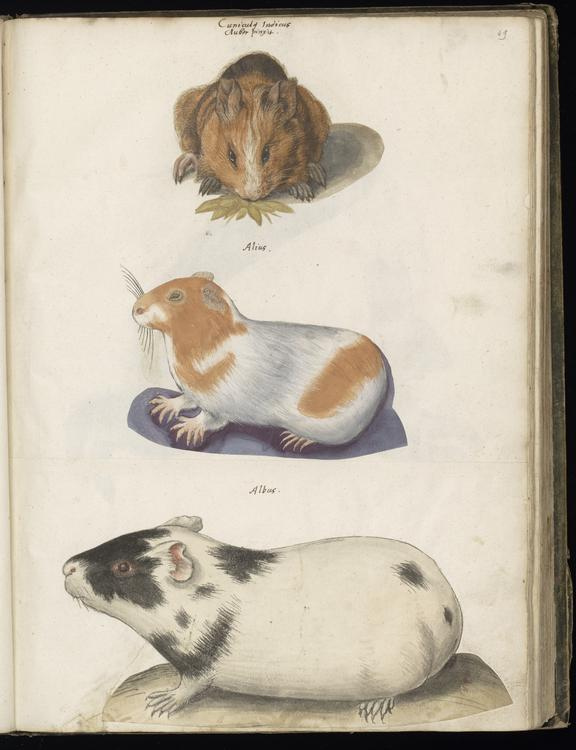
Desenho coletado por Felix Platter, para uso em Historiae animalium. O segundo volume continha desenhos de mamíferos - variando de cães, ovelhas e veados a panteras, tigres e camelos - e insetos, répteis e anfíbios. Os desenhos foram feitos por vários artistas, principalmente anônimos., p2 - (122)

- モ ル モ ッ ト (morumotto, 'marmota') em japonês.

### Porquinho-da-índia
Apesar do seu nome comum, o porquinho-da-índia não é suíno, tampouco indiano. O nome deve-se ao fato de, originalmente, provirem das chamadas "Índias Ocidentais" (atual continente americano).

### Cobaia
Originalmente o termo usado para designar esse roedor, através do latim científico com base na língua tupi antiga era cobaia, esse por extensão (e em sentido figurado), passou a designar o campo ou objeto de alguma pesquisa científica.
Segundo o tupinólogo Eduardo Navarro, o nome "cobaia" se originou da leitura errônea feita por Lineu do livro Historia Naturalis Brasiliae, de Marcgrave. Neste livro, Marcgrave escreveu a palavra tupi antiga saûîásobaîa (literalmente, o roedor (saûîá) da banda de além (sobaîa), ou seja, que não é originário do Brasil), que designava o porquinho-da-índia, sob a grafia CAVIA COBAIA. A leitura correta de CAVIA COBAIA é "çauiá çobaia", mas Lineu leu "cavia cobaia". Tal erro de pronúncia de Lineu gerou o atual nome "cobaia".

### Guinea pig
Para a explicação do seu nome em língua inglesa — guinea pig —, há duas hipóteses:
- As embarcações inglesas, por fazerem escala na costa da Guiné, deram, às pessoas, a ideia de que os animais eram originários daquela região (e não da Cordilheira dos Andes no Continente Americano);
- Outra hipótese sugere que a "guiné" no nome é um derivativo da palavra "Guiana", um país norte da América do Sul.[14]

### モルモット (morumotto)
O porquinho-da-índia em japonês é derivado da palavra marmota, um outro roedor que habita as montanhas japonesas. Tal nome foi dado pelos holandeses, quando os trouxeram para Nagasaki em 1843. Uma outra palavra japonesa para o porquinho-da-Índia, usando kanji, é tenjiku-nezumi (天竺鼠, ou て ん じ く ね ず), que literalmente se traduz como rato-indiano.

## História

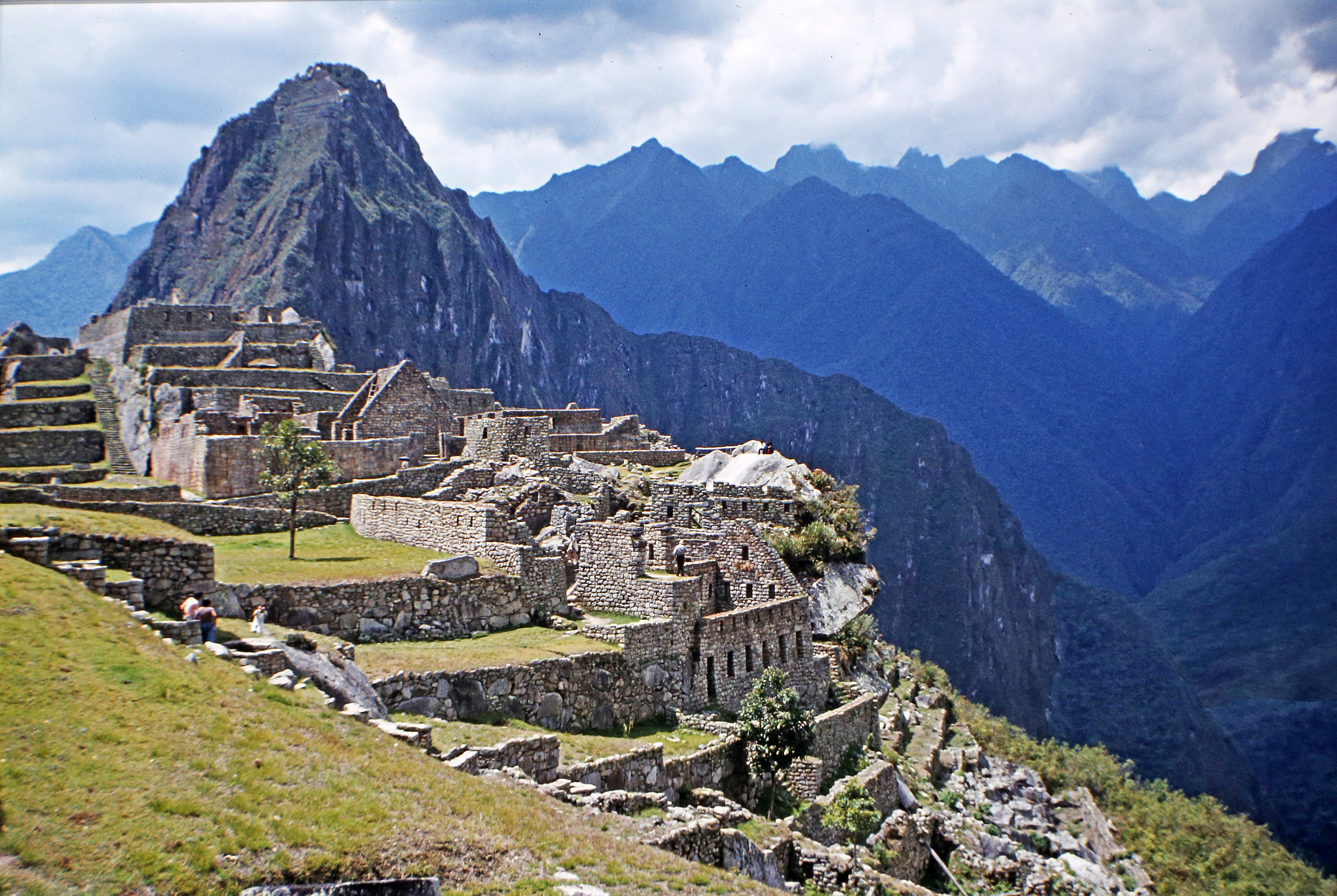
Foram os nativos andinos que tiveram inicialmente contato com os porquinhos-da-índia, domesticando-os para servirem de alimentação.

Descendente direto do C. tschudii, o porquinho-da-índia foi domesticado pela primeira vez por volta dos 5000 a.C para a alimentação de tribos nativas dos Andes, alguns milhares de anos após a domesticação das lhamas. Em escavações arqueológicas no Peru e Equador, foram desenterradas pequenas estátuas desses roedores, datando entre 500 a.C. a 500 d.C. O povo pré-colombiano Moche, por praticar o animismo, adorava animais e frequentemente retratavam o porquinho-da-índia em sua arte.
Em um período compreendido entre 1200 d.C. até à Colonização espanhola da América iniciada em 1532, esses povos indígenas usaram a seleção artificial, a qual desenvolveu o grande número de variedades desse animal. Atualmente, nos altiplanos andinos, muitas famílias os criam para deles se alimentarem. Os europeus tomaram contato com este animal desde o século XVI, ao atingirem os domínios do Império Inca. Os incas denominavam-no Cuy, por causa dos gritos curtos que emite. Eram criados para o consumo, desempenhando um papel importante na alimentação desse povo.

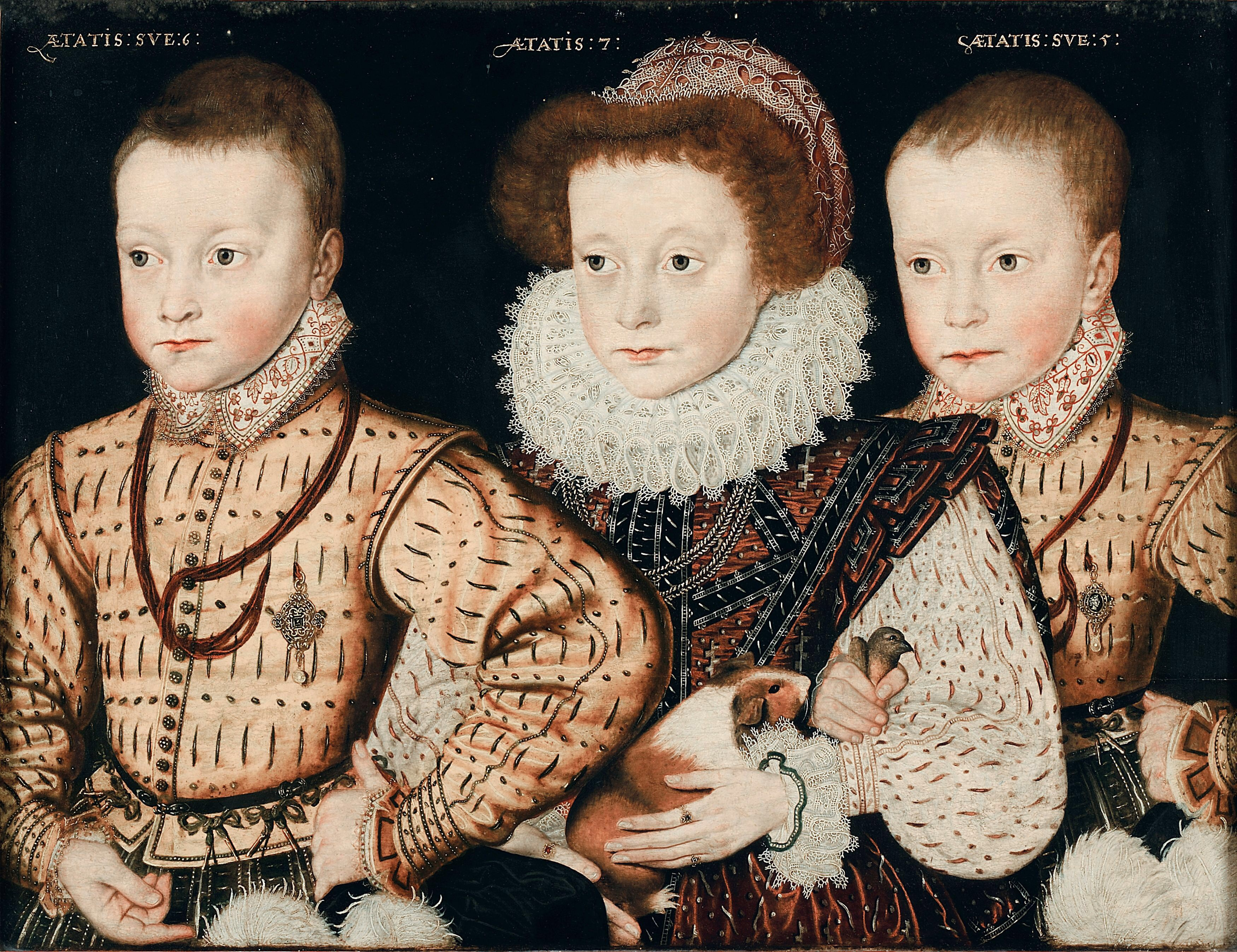
Os porquinhos-da-índia se tornaram bastante populares nas classes nobres e na realeza da Europa. Obraz z 1580; National Portrait Gallery)

Ao chegarem à Espanha, os porquinhos-da-índia tornaram-se moda, vindo a espalhar-se por toda a Europa como animais de estimação. Na Europa, esses pequenos roedores passaram a ter fama entre a classe nobre, chegando, inclusive, a ser um animal doméstico próprio da Rainha Elisabete I da Inglaterra.
Estes roedores passaram a ser utilizados em estudos experimentais de laboratório desde o século XIX. Porém, o número de porquinhos-da-índia vem caindo fortemente em estudos de laboratórios, uma vez que ratos e camundongos, seus substitutos, tiveram seus genomas estudados primeiramente. Em razão disso, na década de 60 cerca de 2,5 milhões de porquinhos-da-índia eram usados anualmente em pesquisas nos EUA. Em 1985, houve uma drástica redução para 599 mil. Na década de 90 esse total diminuiu para cerca de 375 mil, e, em 2007, eram somente 2% do total de animais de laboratórios, totalizando 207.257 porquinhos-da-Índia.

## Importância na ciência
Com grande influência biológica e científica, trouxe diversas realizações de experimentos científicos eficazes e capazes de evoluir a ciência, como por exemplo em 1970, quando Lavoisier fez seu experimento relacionado ao calor. Essa cobaia, que por sua vez é muito utilizada para novos experimentos com intuito, nutricional, farmacológico, imunológico, contra alergias, utilizados para outros fins. vemos a grande importância dessas cobaias no ramo científico fizeram abranger essa área, pois devido a elas tivemos avanços em produções em vacinas, remédios, alimentos dentre outros que auxiliaram e realizaram contribuições de grande importância dentro da sociedade e avanço científico.

## Anatomia e características
A anatomia do porquinho-da-índia é de grande curiosidade, aparentemente eles são animais, fofos e com uma pelagem variada dependendo da raça, a diferença do gênero dentro da espécie é variada pelo tamanho, tipo de pelo, formato de pelo e tamanho do pelo. Podendo ser caracterizados por serem  histrocomorfos, por terem sua cauda atrofiada, seu corpo arredondado, os olhos bem vividos, orelhas pequenas, possuírem par de glândulas mamárias, contém uma dentição bem especializada com crescimento contínuo para sua alimentação, possuem também 3 dedos nas patas posteriores e quatro nas anteriores, não possuem clavícula, toda a anatomia desse pequeno animal é muito importante para sua sobrevivência e alimentação.
Embora alguns possam viver até 10 anos, os porquinhos-da-índia geralmente vivem de quatro a seis anos. Fortemente territorialistas e sociáveis, podem reproduzir-se ao longo de todo o ano, gerando dois a seis filhotes por ninhada. Para o primeiro acasalamento, recomenda-se que o macho tenha de três a quatro meses e as fêmeas de três a sete meses (jamais depois de sete meses). O período de gestação é de 59 a 72 dias, sendo a média de 62 dias. O tamanho dos filhotes, ao nascer, é de 7,62 cm. A idade ideal para o desmame é de 3 semanas. São vivazes e dóceis, raramente mordendo, a menos que se sintam ameaçados ou perturbados.
Atualmente, o recorde de longevidade de um porquinho-da-índia pertence a um indivíduo de nome Snowball, que morreu aos 14 anos e 10 meses em 1979. Em uma matéria do site britânico, Grimsby Live, há uma porquinha-da-índia de nome Ursa, a qual completou 13 anos em agosto de 2019, cuja tutora esperava que ela superasse o recorde de Snowball, porém ela morreu poucos meses antes da data esperada.
Quando adultos, os machos medem cerca de 25cm e pesam de 1200 a 1500 gramas, enquanto as fêmeas costumam ser menores e mais leves, tendo em média 20cm e pesando de 900 a 1200 gramas. Um fator muito interessante é o fator de reprodução dessa família, as porquinhas-da-índia entre 4 e 6 semanas já estão maduras em sua fase, porém o mais correto seria entre 12 e 14 semanas de vida pois o corpo estará mais preparado para essa atividade sexual e para gerar um filhote, com uma gestação de 59 ou 70 dias, podendo gerar até 6 filhotes.

## Cuidados e criação

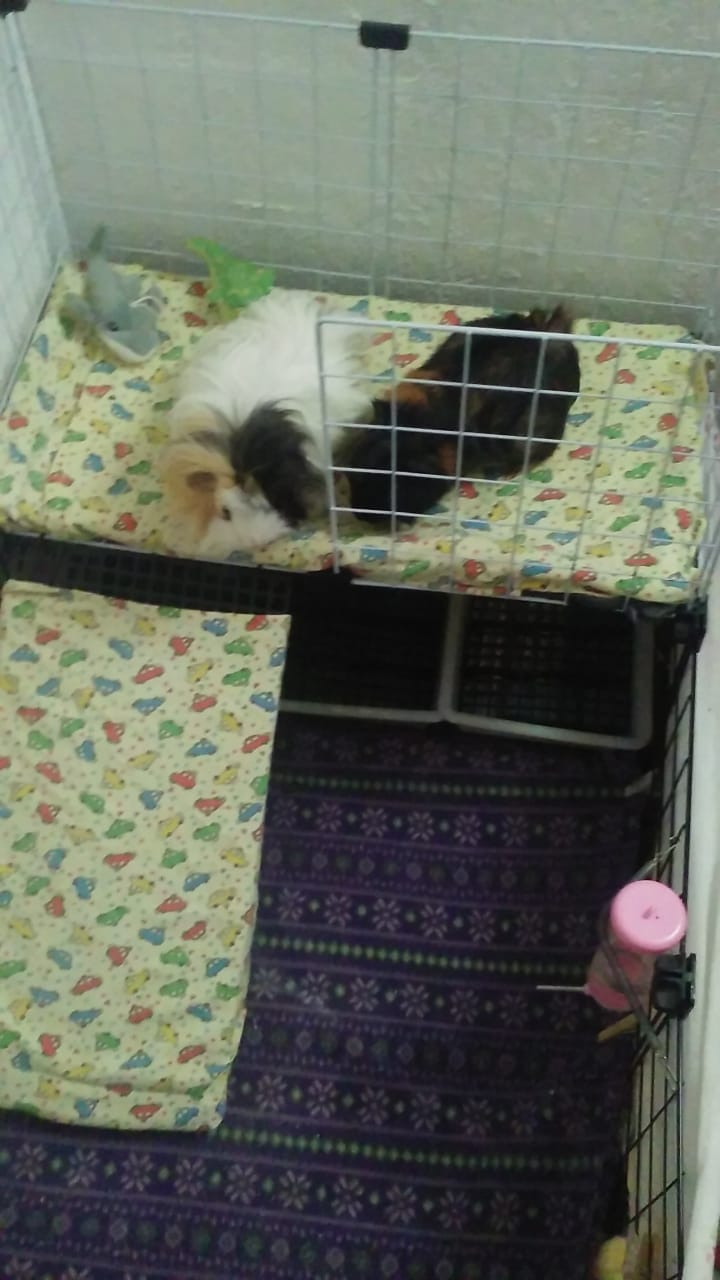
Dois porquinho-da-índia em um cercado recomendado.

Apesar de razoavelmente difundida, a criação de cobaias em cativeiro requer diversos cuidados, por serem animais silvestres seu alojamento é dado a natureza, vivem sempre em pares ou com sua linhagem dessa comunidade, quando criado em casa é adequado que se tenha um espaço reservado para eles, maior que uma gaiola, pois são extremamente não recomendado, uma vez que as grades onde ficam os porquinhos-da-índia  pode machucar suas patas, dessa forma são causadoras imediatas de pododermatites. Com isso é indicado  forro do fundo da cercado, para evitar contaminação do animal por seus próprios dejetos e sujeiras, assim sendo mais prestativo para eles um canteiro específico, devendo está em um lugar fresco, com água a disposição, e comida como: frutas, leguminosas, feno, capim, ração, o que se deve tomar muito cuidado também, a dieta desses animais herbívoros é totalmente restrita, sendo oferecido sempre verduras lavadas, o cuidado com a quantidade de frutas por conta da glicose presente nelas, o cuidado com a ração e controle dela para com o animal para não ocasionar em acúmulo de cálcio no xixi deixando-o esbranquiçado, o cuidado com o feno e o capim pois devem ser bem resistentes para o melhor desgaste da dentição que é contínua evitando uma oclusão dental, com esses seguimentos será assegurado o bem-estar do animal. Também são necessários cuidados especiais em relação às fêmeas durante e logo após a gravidez.
Como originalmente eram presas fáceis em seus habitats naturais, inicialmente o pequeno animal se esconderá em algum canto da nova casa, mas com paciência e manejo suave, se sentirá confiável e próximo ao tutor.
Na criação doméstica, o ideal é fazer um cercado de, pelo menos, 90 x 80 cm para um porquinho-da-índia. Como é, às vezes, recomendada a criação de pelo menos dois porquinhos no mesmo espaço, uma vez que é um animal de vivência comunitária, o espaço tem que ser um pouco maior, de 120 x 90 cm. Cercadinhos à venda com medidas de 90 x 60 cm, ou 120 x 60, também são aceitáveis, porém observando a quantidade de objetos dentro do habitáculo do pequeno roedor.
É necessário que a dupla de porquinhos-da-índia sejam do mesmo sexo, atentando-se ao fato de que as fêmeas podem ser da mesma idade, e os machos com pelo menos seis meses de diferença. Se no mesmo local estiverem dois porquinhos machos da mesma idade, é possível que briguem, motivados pela disputa da liderança do local. Se no cercadinho já há um porquinho-da-índia morando, o novo companheiro terá que ficar em quarentena em um local próprio, para só depois daí morarem juntos.
As unhas dos porquinho-da-Índia devem ser cortadas ou aparadas a cada duas semanas. Contudo, deverá tomar o devido cuidado para não cortar o tecido mole na parte interior da unha. Para melhor procedimento de aparagem, posicione uma fonte de luz, uma lanterna por exemplo, por de trás da unha do roedor, onde é possível observar onde deverá cortar mediante ilustração da foto ao lado. Se cortar esse tecido mole, além de provocar dor no pequeno animal, vai provocar grave hemorragia. Se isso ocorrer, dê ao porquinho-da-Índia um anti-hemorrágico. Se não quiser fazer isso em casa, a melhor solução é levar o porquinho ao veterinário.
Esses pequenos roedores, independentemente da raça, são animais bastante limpos e não costumam se sujar em excesso ou cheirar mal. No entanto, é recomendável dar-lhes banho algumas vezes para manter a higiene perfeita. Uma vez a cada três ou quatro meses é suficiente.
É importante que o lugar do banho não tenha correntes de ar, uma vez que esses são animais muito sensíveis ao frio e podem adoecer facilmente por isso. Além disso, você precisa ter todos os materiais preparados e à mão para não negligenciar seu porquinho na banheira e evitar que aconteça qualquer acidente.

### Criação doméstica no Brasil
A criação doméstica no Brasil é semelhante a dos outros países, levando em conta as características de clima, oferta de alimentos e o tipo de habitação básica dos brasileiros. No nordeste brasileiro a criação é geralmente feita em quintais, devido ao espaço disponível nas residências. Nos centros urbanos principalmente do Sul-Sudeste, devido à particularidade das moradias, os porquinhos-da-índia são criados no interior de apartamentos ou de casas sem quintais com grama ou terra. Devido a isso, há grupos de ajuda para socorrer os novos tutores, orientando-os desde a construção do novo habitat do roedor, até a indicação de ração ou apetrechos usados nos animais.
Entre esses grupos, destacam-se a Sociedade Brasileira dos Porquinhos da Índia, Porquinhos-da-Índia Brasil ou Amamos Porquinhos-da-Índia, Doações e Informações de Porquinho da Índia, com páginas hospedadas na rede social Facebook; em vídeo no Youtube os canais Quase-Mineira, Roedores e Coelhos TV, Kazoku Pig, e, em aplicativo por celular, temos o Diário das Porquinhas.

#### Sociedade Brasileira dos Porquinhos-da-Índia
Com a forte procura pelos porquinhos-da-índia como animal doméstico no Brasil, foi necessário o surgimento de grupos visando ao bem estar desse animal.
Um desses é a Sociedade Brasileira dos Porquinhos-da-Índia, um grupo do Facebook formado por pessoas que gostam desse pequeno roedor e dedicam seu tempo e estudo à essa espécie de animais incríveis. Observando a falta de responsabilidade e informações seguras sobre eles, essa sociedade resolveu se unir e criar um conteúdo gratuito, de fácil acesso à todos, seguro e de qualidade para ajudar aos tutores de porquinhos à dar-lhes uma vida digna, feliz e saudável em todos os aspectos.
Em uma de suas premissas, a SBPDI informa que tem como único objetivo promover a informação e a educação ambiental referente à guarda responsável dos porquinhos da índia, no intuito de orientar tutores sobre a melhor forma de manejo destes animais e transmitir conhecimento geral sobre a espécie.

## Comportamento
O comportamento do animal diz muito sobre ele e sobre os cuidados que ele está recebendo. Os porquinhos-da-índia são dóceis, tímidos e amorosos, por ser presa fácil por instinto é um ser assustado, se escondem bem, e vivendo na natureza conseguem suas alimentações sozinhos, é notório em seu comportamento eles gritarem em momento de felicidades ou de espanto. Os machos marcam seus territórios e brigam pela fêmea no ciclo estral, essa é configuração do sistema de acasalamento. Nos criadouros é muito importante o desmame e a separação por sexagem para que não haja brigas e os animais acabarem se machucando, é comum eles darem empurrões e morderem uns aos outros, por isso há a necessidade que sejam separados, não só por conta de uma possível briga e de se machucarem, mas também pela organização e a prevenção de terem mais filhotes, prevenção de compartilhamento de doenças transmissíveis e uma organização melhor desses criadouros. Com isso percebemos a grande importância desses animais, tanto ecológica quanto científica e até sentimental por estarem sendo parte da família nos lares, ou melhor dizendo sendo domesticados. Os pontos relacionados a essa espécie sobre cuidados devem ser levados a sério, tanto a serem criados em casa, ou em laboratórios como cobaias, os cuidados são muito importante e podem comprometer a vida e saúde desses animais, sendo que a falta desses segmentos podem até alterar alguma pesquisa científica, todo cuidado é pouco, então respeitar a saúde e modo de vivência da espécie contribuem com o bem-estar deles. Com isso, o cuidado, a observação, a criação e o manejo desses animais são interessantes e de grandes responsabilidades seja para com os cientistas, o tutor, os comercializantes ou os donos dos criadouros.

## Problemas de saúde

### Pododermatite

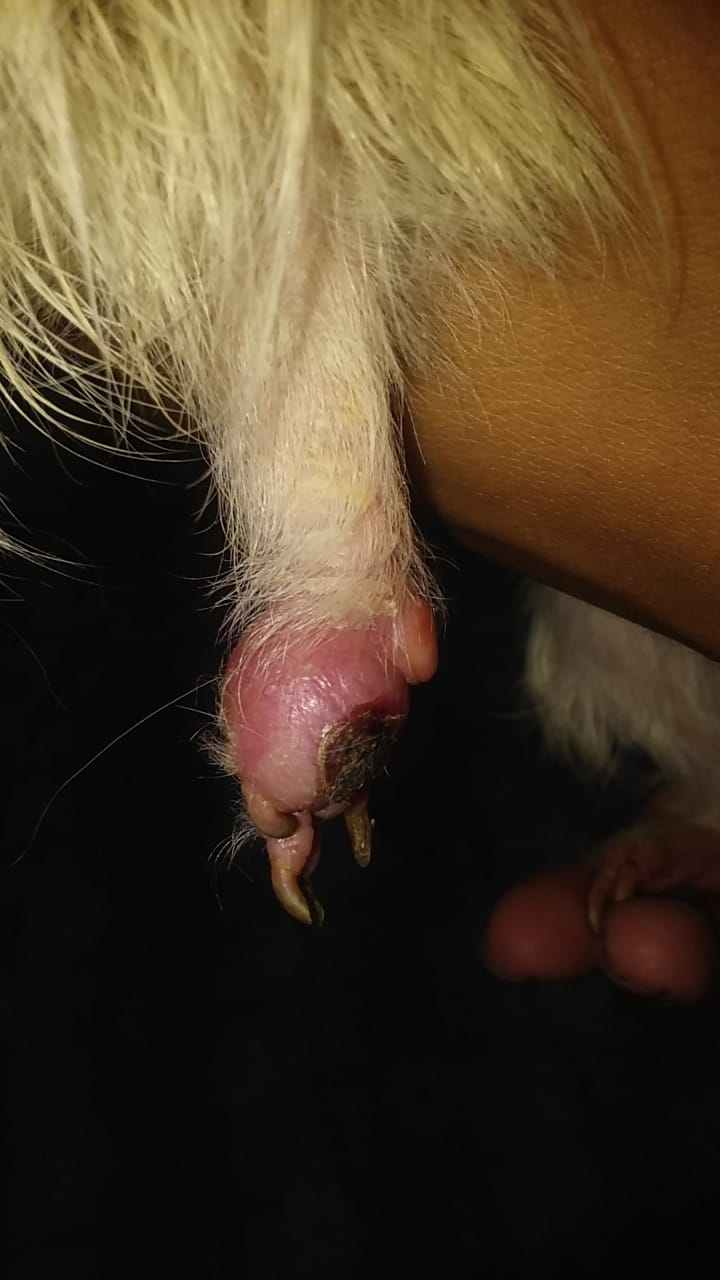
Grades como assoalho do habitat, ou a pouca locomoção do animal, podem ocasionar pododermatite em porquinho-da-Índia

As lesões de pododermatite são, em sua grande maioria, originadas por uma causa anterior e principal, mais frequentemente a traumas provocados pelos pisos inadequados dos alojamentos – jaulas de grades/gaiola (pisos em malha de arame), pisos abrasivos, duros (e/ou sujos), aparas de madeira afiadas – e falta de higiene das mesmas. As camas ensopadas com urina também podem contribuir para o surgimento de pododermatite e, de igual modo, a lesões na cauda.
Esse tipo de problema ocorre mais comumente em porquinhos adultos, com sobrepeso, ou fêmeas prenhas, uma vez que o peso é, também, fator preponderante.
Um outro fator que ajuda no surgimento dessa condição é a insuficiência da Vitamina C na alimentação do roedor, situação essa que provoca uma debilidade na morfologia epitelial.
As lesões nas almofadas plantares que sustentam o peso do corpo começam como uma área de alopécia e eritema, com ou sem edema e hiperqueratose, progredindo para erosões e ulcerações e até tumefacções granulomatosas. As úlceras podem evoluir a forma de abcessos, pústulas, pápulas, nódulos e fístulas, resultando numa condição extremamente dolorosa ao animal.
Os animais afetados manifestam prurido intenso, claudicação ou relutância em caminhar ou comer e vocalizam frequentemente.

#### Tratamento

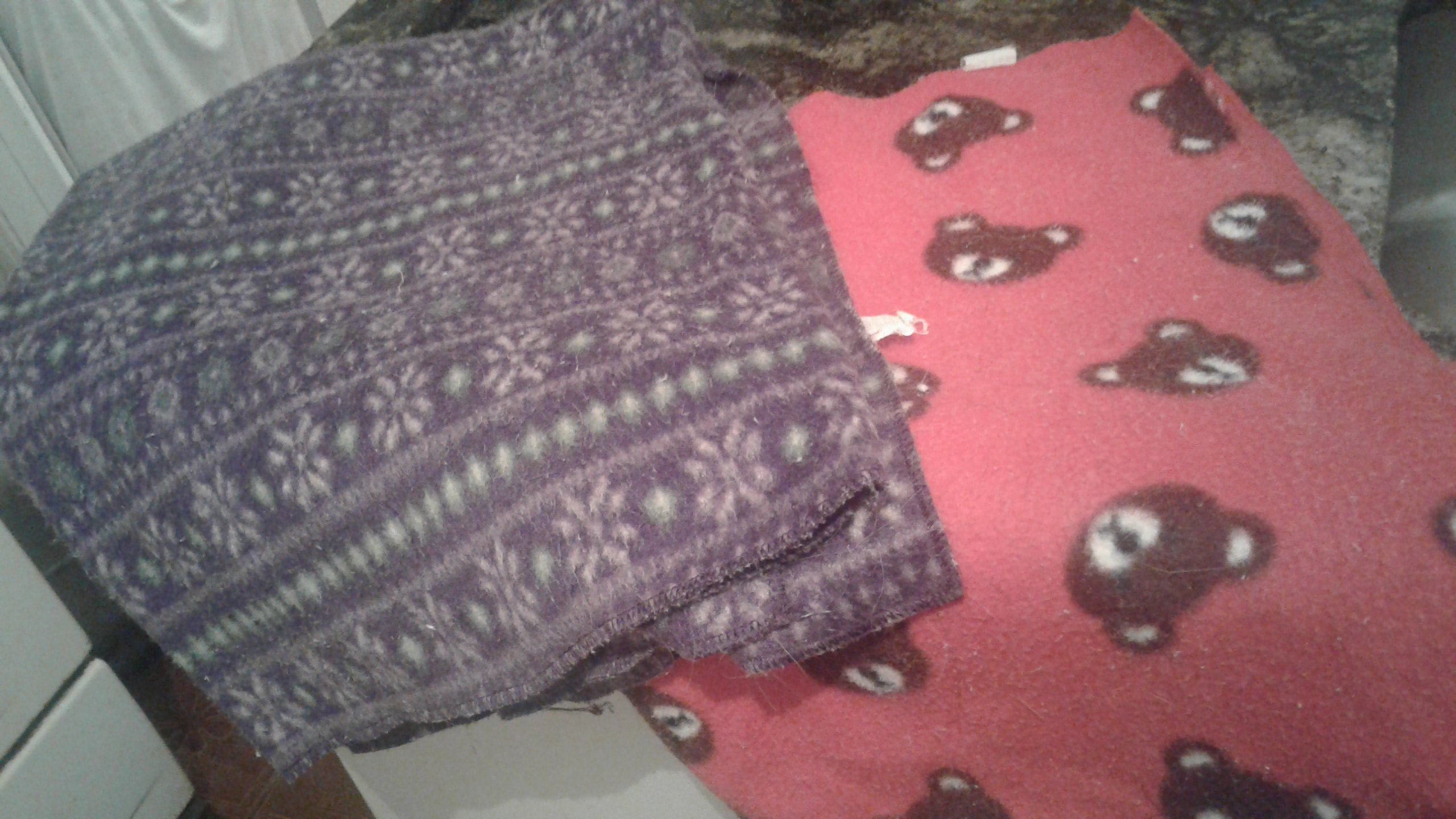
Tecidos próprios para animais de estimação ou o tecido soft, vendidos em petshops ou em lojas especializadas, são uma boa alternativa para o conforto e a proteção das patas dos porquinhos-da-Índia

Inicialmente, é urgente identificar e solucionar o problema que originou essa condição. Trocando gaiolas por cercados, eliminando grades, ou cobrindo-as com uma tábua e, daí, forrá-las. A utilização de soft ou um piso suave (ex. um pano acolchoado) evita o aparecimento dessa doença.
Casos mais leves podem ser solucionados com a troca do piso, empregando camas mas suaves, pisos absorventes e, aplicando-lhes nas patas, terapia tópica. As lesões podem ser medicadas com CHX diluída ou uma solução de iodopovidona, aplicando também antissépticos tópicos como sulfadiazina de prata ou mupirocina, e depois pensos diários para evitar trauma adicional.
A ingestão de Vitamina C, entre 20mg e 200mg, é recomendada nessa fase de recuperação, depois mantendo a ingestão de 20mg para o resto de vida do roedor.
Os casos mais graves são mais difíceis de serem solucionados. Cirurgias com a introdução de grânulos de PMMA impregnados de antibióticos (evitando a penicilinas e macrólidos) podem ser utilizadas pelo médico veterinário. Contudo, infelizmente, como essas cirurgias algumas vezes não é garantia de sucesso na cura do porquinho-da-Índia, a excisão agressiva das lesões, seguida da aplicação de pensos e de controlo da ferida aberta, é exitosa na ocorrência de granulação e epitelização da ferida cirúrgica, juntamente com a antibioterapia sistêmica adequada.

### Escorbuto
Assim como os humanos e os primatas, os porquinhos-da-Índia não conseguem sintetizar a Vitamina C (ácido ascórbico), acarretando alguns problemas de saúde como o escorbuto.

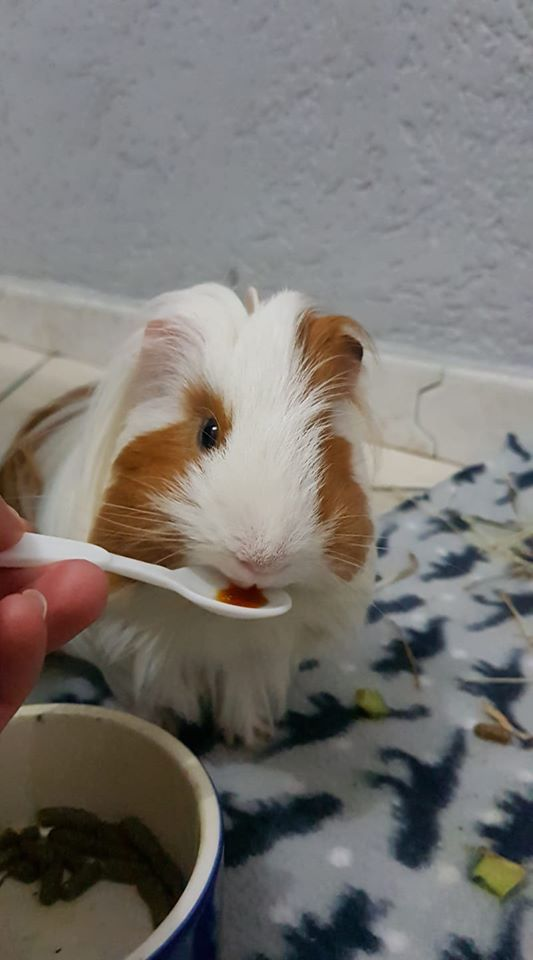
Porquinho-da-Índia da raça Sheltie de nome McClane, um macho de seis meses, ingerindo Vitamina C diretamente. A administração da Vitamina C tem que ser dada de forma direta, podendo utilizar uma colher ou uma seringa sem agulha, pingando na boca do roedor. Não é aconselhável colocar a vitamina na água devido à sua rápida degradação

A vitamina C desempenha vários papéis no corpo. Talvez o mais conhecido seja a sua participação primária na síntese de colágeno, a qual interage na criação de todos os tipos de tecidos. Quando existe a falta do ácido ascórbico, várias alterações ocorrem. Por esta razão a alimentação do porquinho da índia é o fator fundamental para prevenir a doença.
Dentre os sintomas dessa patologia nesse roedor, incluem-se a perda de apetite, emagrecimento, hipersalivação, doenças respiratórias, sistema imunológico deficitário, demora na cicatrização de ferimentos, sangramento e inflamação das gengivas, fraqueza dental, perda dos dentes, alopecia e fraqueza.
Em decorrência dessas condições, o pequeno roedor pode vir a óbito em 3 ou 4 semanas.
A pododermatite é facilitada com a escassez dessa vitamina.  

#### Tratamento
Inicialmente é importante corrigir a alimentação do animal, principalmente a oferta da Vitamina C. Em um primeiro passo, é indicada a administração dessa vitamina em gotas, diretamente na boca do porquinho, para a rápida absorção do ácido ascórbico pelo organismo. Nessa fase de tratamento do escorbuto, é recomendada a ingestão de 50mg a 100mg/dia da Vitamina C. Depois de algumas semanas e com o desaparecimento do escorbuto, a suplementação em gotas pode ser reduzida para 20mg/dia. Essa suplementação posterior ao tratamento pode ser substituída com ração já enriquecida com essa vitamina ou a ingestão de folhas e legumes ricos em Vitamina C. Outro cuidado que deve tomar é com o banho, esse animal tem a imunidade baixa devido à falta de vitamina C então é necessário o cuidado com o banho e com locais úmidos para não ocasionar em uma gripe ou até mesmo uma pneumonia ao animal.

## Alimentação

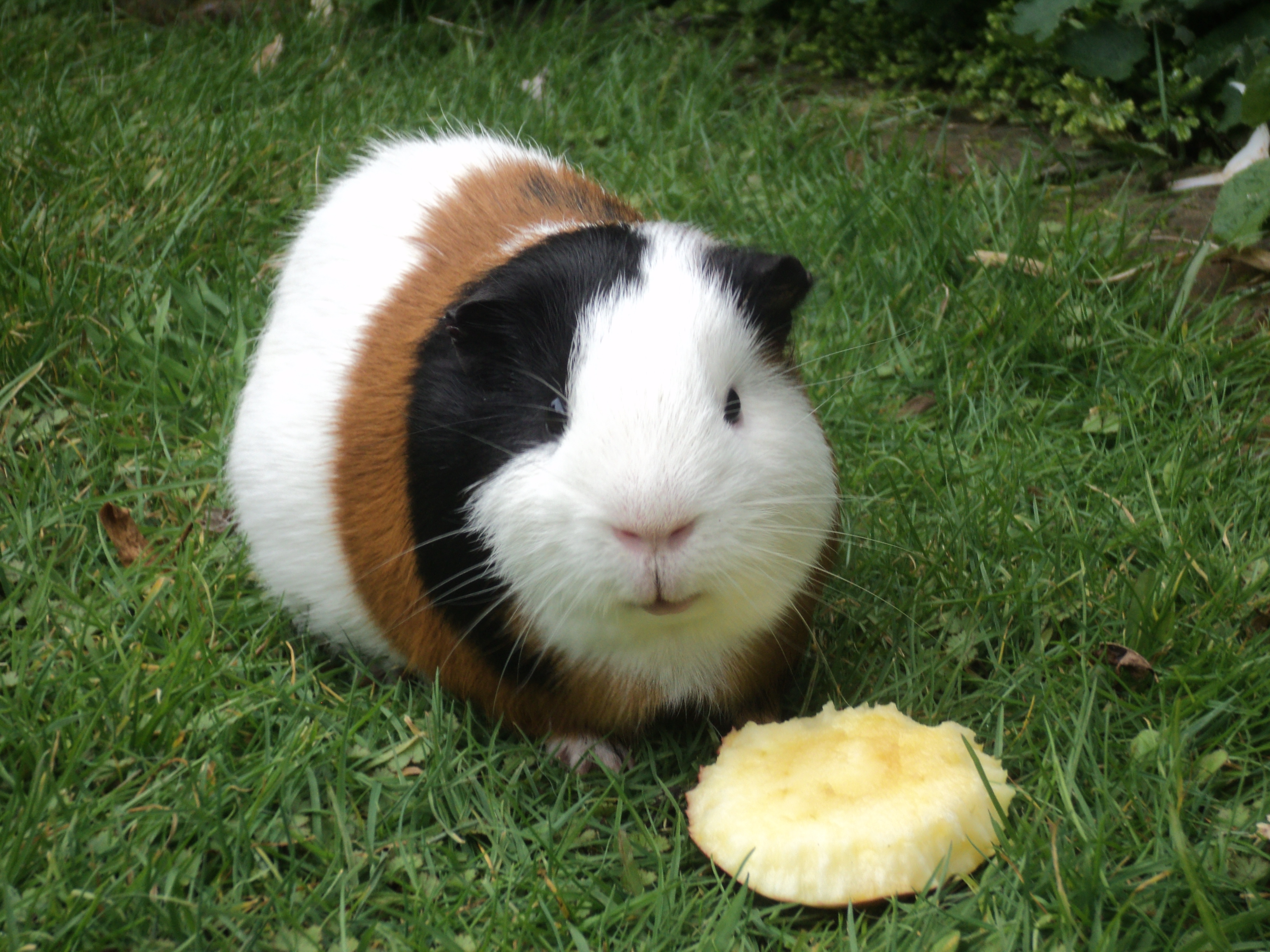
Um porquinho-da-índia comendo uma maçã

Porquinhos-da-índia são animais totalmente herbívoros.
Feno, Capim fresco, frutas e verduras são a base alimentar do porquinho-da-índia. Pode ser também oferecida ração própria para esses roedores, encontradas em Petshops especializados. O feno pode ser ofertado em abundância. É necessário verificar se o feno está fresco, sem pó e de qualidade.
Quando em vida selvagem, esse roedor se alimenta basicamente de feno, capim, ervas frescas e plantas de folha verde, princípios que se podem adotar na alimentação de porquinhos-da-índia domesticados. Os seguintes vegetais podem ser oferecidos diariamente:
- Folhas de catalonhas, além de terem Vitamina C, são uma ótima opção para os porquinhos-da-Índia

| - Endívia - Rúcula - Abobrinha - Couve-flor - Pepino | - Cânones - Catalonha - Berinjela - Espinafres - Pimentão amarelo | - Pimentão verde - Couve de Bruxelas - Repolho verde - Aipo - Cenouras | - Abóbora - Brócolis (folhas e talo) - Alcachofra - Acelga - Almeirão |
| ---------------------------------------------------- | ----------------------------------------------------------------- | ---------------------------------------------------------------------- | --------------------------------------------------------------------- |

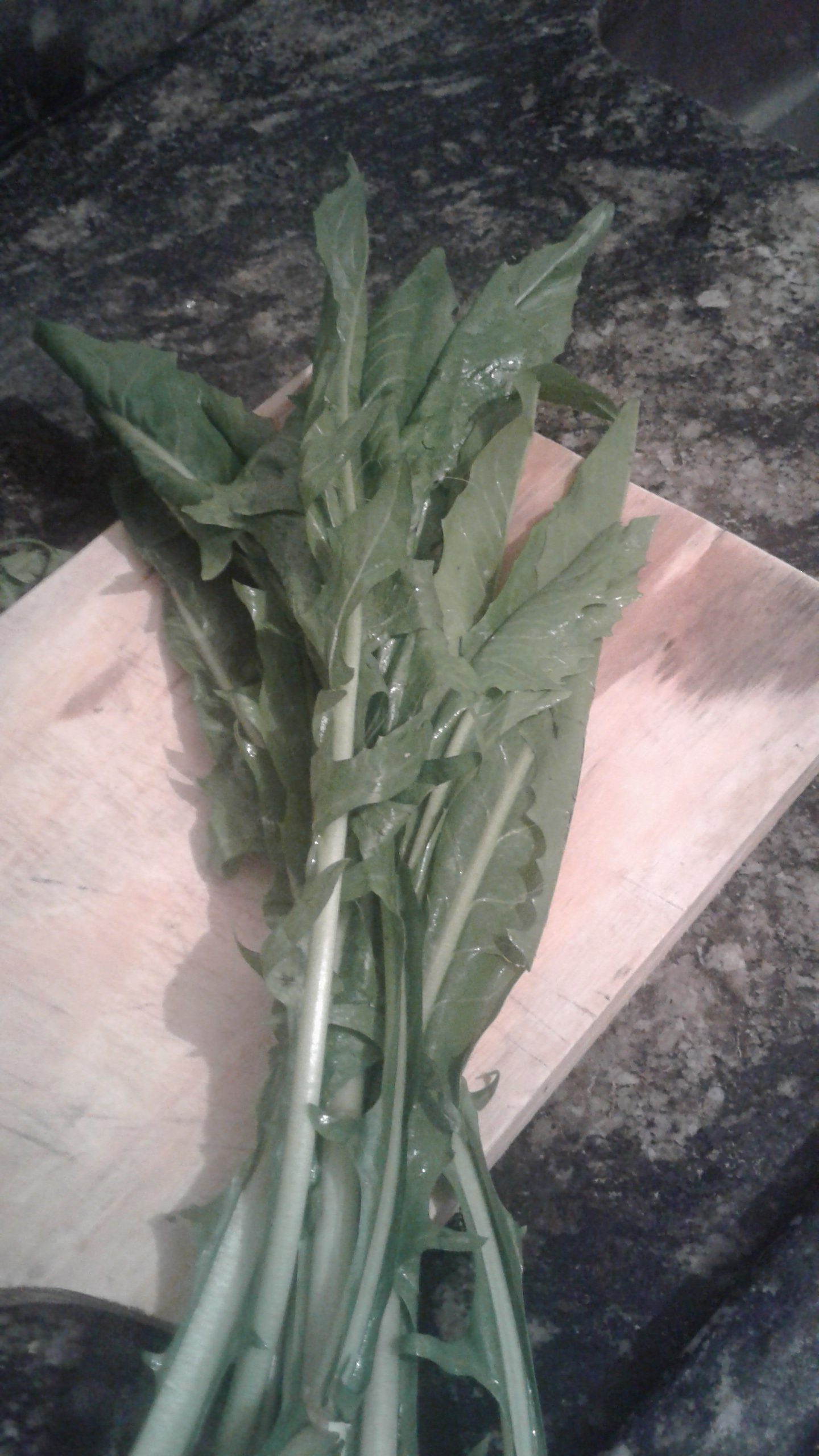
Folhas de catalonhas, além de terem Vitamina C, são uma ótima opção para os porquinhos-da-Índia

Alface, que pode causar diarreia crônica, deve ser evitada. Se o porquinho-da-índia está com sobrepeso, uma alternativa é oferecer-lhe berinjela, abobrinha e pepino. Pelo contrário, se está necessitando ganhar peso, podem ser oferecidas verduras como a catalonha e endívia ou abóbora. Para problemas nos rins ou trato urinário, é recomendado dar-lhe acelgas. Já a alcachofra é boa para o fígado.
Em relação às frutas, que deverão ser ofertadas em pequenas quantidades e cerca de 3 a 4 vezes por semana, sem pele e sem sementes, as seguintes são recomendadas:
| - Kiwi - Ananás - Cereja - Morangos - Melancia | - Mamão - Damascos - Banana - Maçã - Manga | - Mirtilos - Mexericas - Pêssego - Nêspera - Pera | - Ameixa - Laranjas - Nectarina - Melão - Tomate |
| ---------------------------------------------- | ------------------------------------------ | ------------------------------------------------- | ------------------------------------------------ |

Para prisão de ventre, o ideal é alimentar o porquinho-da-índia com kiwi e maçã, mas sem excesso. O melão e melancia são ótimas opções para hidratar o pequeno roedor. Um problema comum no porquinho é o excesso de gases, que pode ser evitado com o consumo de abacaxi, que melhora o seu sistema digestivo.

### Vitamina C
A grande semelhança entre os seres humanos e o porquinho da índia é a falta de capacidade de produzir vitamina C em seu organismo, devendo ingerir uma fonte alimentar dessa vitamina, preferencialmente estando na ração ou dar ao animal a vitamina C diretamente na boca.
Uma vez que o organismo do porquinho-da-Índia não possui a enzima gulonolactona-oxidase necessária no último estágio da biossíntese de vitamina C (ácido ascórbico) e, como consequência, não sintetiza essa vitamina, sua suplementação pode ser necessária.
Uma dieta vegetal bem equilibrada (repolho, salsa, espinafre, vegetais folhosos, brócolis) pode garantir um nível adequado de ácido ascórbico em um animal saudável. Além dos vegetais ricos nessa vitamina, esse roedor pode receber um pequeno pedaço de laranja, ou uma dose apropriada na forma de preparações veterinárias.
Dessa forma, é importante ressaltar que eles têm uma pretensão a terem obesidade por isso devem tomar cuidado com a alimentação, sempre seguindo uma dieta saudável, para que o animal fique saudável e assim prolongando seus dias e evitando demais doenças.
O animal deve receber um total de 10 mg de vitamina/quilograma de peso corporal/dia. A dose deve ser aumentada para 30 mg/kg/dia durante a gravidez e até 50-100 mg/kg/dia no tratamento escorbuto.
Segundo outras fontes, a demanda constante é de 10 a 30 mg/kg por dia e até 50 mg/kg por dia em fêmeas doentes, jovens, grávidas e animais com deficiência. No entanto, você deve evitar o uso de doses muito altas dessa vitamina, pois elas podem inibir o crescimento do animal.
A suplementação de vitamina C na forma dissolvida em água administrada a animais não é recomendada, pois é rapidamente degradada nessa forma.

## Necessidades Nutricionais diárias
Necessidades nutricionais estimadas para o crescimento de porquinhos-da-índia.
| Nutriente                               | Unidade | Quantidade por kg de dieta | Comentários                                                                                  | Referência                                                             |
| Proteína (28,6 g N × 6,25)              | g       | 180,0 a                    |                                                                                              | Shelton, 1971; Lister e McCance, 1965; Typpo et al., 1990a, b          |
| Ácidos graxos essenciais (n-6)          | g       | 1,33-4,0                   | 10 g de óleo de milho / kg de dieta são satisfatórios                                        | Reid e outros, 1964                                                    |
| Fibra                                   | g       | 150,0                      | Feno ou capim fresco                                                                         | Heinicke e Elvehjem, 1955                                              |
| Aminoácidos b                           |         |                            |                                                                                              |                                                                        |
| Arginina                                | g       | 12,0                       |                                                                                              | Yoon, 1977                                                             |
| Histidina                               | g       | 3.6.                       |                                                                                              | Anderson e Typpo, 1977                                                 |
| Isoleucina                              | g       | 6.0                        |                                                                                              | Ayers et al., 1987                                                     |
| Leucina                                 | g       | 10,8                       |                                                                                              | Mueller, 1978                                                          |
| Lisina                                  | g       | 8.4                        |                                                                                              | Typpo et al., 1985                                                     |
| Metionina                               | g       | 6.0 c                      |                                                                                              | Typpo et al., 1990b                                                    |
| Fenilalanina                            | g       | 10,8 d                     |                                                                                              | Chueh, 1973                                                            |
| Treonina                                | g       | 6.0                        |                                                                                              | Horstkoetter, 1974                                                     |
| Triptofano                              | g       | 1.8                        |                                                                                              | Smith, 1979                                                            |
| Valina                                  | g       | 8.4                        |                                                                                              | Typpo et al., 1990b                                                    |
| Nitrogênio dispensável                  | g       | 16,9 e                     |                                                                                              | Typpo et al., 1990b                                                    |
| Minerais                                |         |                            |                                                                                              |                                                                        |
| Cálcio                                  | g       | 8.0                        | Os requisitos de cálcio, fósforo, magnésio e potássio parecem refletir interações entre eles | Morris e O'Dell, 1961, 1963; O'Dell et al., 1956, 1960                 |
| Fósforo                                 | g       | 4.0                        | Os requisitos de cálcio, fósforo, magnésio e potássio parecem refletir interações entre eles |                                                                        |
| Magnésio                                | g       | 1.0                        | Os requisitos de cálcio, fósforo, magnésio e potássio parecem refletir interações entre eles |                                                                        |
| Potássio                                | g       | 5.0                        | Os requisitos de cálcio, fósforo, magnésio e potássio parecem refletir interações entre eles |                                                                        |
| Cloreto                                 | g       | 0,5                        | Da estimativa para ratos alimentados com dieta purificada                                    |                                                                        |
| Sódio                                   | g       | 0,5                        |                                                                                              |                                                                        |
| Cobre f                                 | mg      | 6.0                        |                                                                                              | Everson et al., 1967, 1968                                             |
| Ferro                                   | mg      | 50,0                       | Estimativa                                                                                   |                                                                        |
| Manganês                                | mg      | 40,0                       |                                                                                              | Everson et al., 1959                                                   |
| Zinco                                   | mg      | 20,0                       |                                                                                              | Alberts et ai., 1977; Navia e Lopez, 1973                              |
| Iodo g                                  | µg      | 150,0                      | Com base na exigência de ratos                                                               |                                                                        |
| Molibdênio                              | µg      | 150,0                      | Com base na exigência de ratos                                                               |                                                                        |
| Selênio                                 | µg      | 150,0                      | Com base nas dietas requeridas por ratos                                                     |                                                                        |
| Vitaminas                               |         |                            |                                                                                              |                                                                        |
| A (retinol) h ou (β-caroteno)           | mg mg   | 6,6 28,0                   | Utilizou 40% de forma tão eficiente quanto a vitamina A pré-formada                          | Gil et al., 1968. Bentley e Morgan, 1945                               |
| D (colecalciferol) i                    | mg      | 0,025                      | Adequado; sem dados quantitativos                                                            |                                                                        |
| E ( RRR -α-tocoferol) j                 | mg      | 26,7                       | Adequado                                                                                     | Hsieh e Navia, 1980                                                    |
| K (filoquinona)                         | mg      | 5.0                        | Adequado; deficiência alimentar não foi produzida                                            |                                                                        |
| C (Ácido ascórbico)                     | mg      | 200,0                      |                                                                                              | Mannering, 1949                                                        |
| Biotina ( d- biotina)                   | mg      | 0,2                        | Adequado; deficiência alimentar simples não foi produzida                                    |                                                                        |
| Colina (bitartarato de colina)          | mg      | 1.800                      |                                                                                              | Reid, 1955                                                             |
| Ácido fólico                            | mg      | 3.0-6.0                    |                                                                                              | Mannering, 1949; Reid, 1954a; Reid et ai., 1956; Woodruff et al., 1953 |
| Niacina                                 | mg      | 10.0                       |                                                                                              | Reid, 1961                                                             |
| Ácido pantotênico (Ca- d- pantotenato ) | mg      | 20,0                       |                                                                                              | Reid e Briggs, 1954                                                    |
| Piridoxina                              | mg      | 2.0-3.0                    |                                                                                              | Reid, 1964                                                             |
| Riboflavina                             | mg      | 3.0                        | Estimado                                                                                     | Slanetz, 1943                                                          |
| Tiamina (tiamina-HCl)                   | mg      | 2.0                        |                                                                                              | Liu et al., 1967; Reid e Bieri, 1967                                   |

OBSERVAÇÃO:
Os requisitos de nutrientes são expressos conforme a alimentação para dietas contendo 10% de umidade; 2,8–3,5 kcal EM / g (11,7–14,6 kJ EM / g) e devem ser ajustados para dietas com diferentes concentrações de umidade e energia. Salvo indicação em contrário, as concentrações de nutrientes listadas representam requisitos mínimos e não incluem uma margem de segurança. Concentrações mais altas de muitos nutrientes podem ser justificadas em dietas com ingredientes naturais.
- (a) Veja o texto. O crescimento é equivalente a 300 g de caseína mais 3 g de L-arginina por kg ou 200 g de proteína de soja mais 10 g de DL-metionina por kg.
- (b) As quantidades refletem um ajuste de 20% para eficiência de utilização e crescimento máximo. Veja o texto para discussão.
- (c) A cistina pode substituir 40%.
- (d) A tirosina pode substituir 50%.
- (e) Mistura de L-alanina, L-asparagina · H2O, ácido L-aspártico, ácido L-glutâmico, glutamato de sódio, glicina, L-prolina e L-serina. Veja o texto e Typpo et al. (1990b).

## Sons e ruídos
Os sons dos porquinhos-da-índias são bastantes característicos, inclusive originando um de seus diversos nomes, cuy.
A linguagem que esses pequenos mamíferos utilizam, tanto para a comunicação com humanos quanto para outros porquinhos, é a seguinte:
- Uik, Uik! = Pode estar pedindo atenção ou comida. É um som muito ouvido quando o tutor chega em casa ou quando abre a porta da geladeira ou a sacola com verduras.
- UIK!!!! = O grito agudo que demonstra medo, desespero ou dor. Também uma forma de indicar a aproximação de um predador.
- Purrr = Som semelhante ao ronronar dos gatos. Demonstra segurança, prazer e alegria. Também é um som feito pelo macho ao fazer a corte e a rumba para a fêmea.
- Drrr = Sinal de alerta quando há algo estranho ao ambiente ou sons desconhecidos ou desagradáveis.
- Resmungo baixo = É uma conversa entre porquinhos. Alguns porquinhos também emitem esse som como uma conversa como tutor.
- Bater os dentes = É um som de ameaça. Pode demonstrar irritação com alguma coisa ou defesa de território. Pode demonstrar que uma briga está prestes a começar.
- Chorinho = Som de desconforto normalmente emitido pela fêmea não receptiva às tentativas de corte do macho ou até para o tutor querendo demonstrar que não quer mais ficar no colo.[59]

## Raças
| - Abissínio - Pelo curto inglês - Peruano - Shelties - Teddy - Skynny - Baldwin | - Texel - Angorá - Silkie - Coronet - American Crested - Himalaio - Tortie |
| ------------------------------------------------------------------------------- | -------------------------------------------------------------------------- |

## Na cultura
Além de diversas obras com pinturas de porquinhos-da-índia, como o quadro O Eden de Jan Brueghel feito por volta de 1600, ou o quadro Última Ceia de Marcos Zapata do Século XVII, e também a pintura de três crianças da era elisabetana, essa produzida em 1580, e exposta na Galeria Nacional de Londres, temos atualmente diversos desenhos e filmes onde esses roedores aparecem como protagonista, coadjuvante, ou como meros animais de estimação mesmo.

#### 44 Gatos
No desenho italiano, 44 Gatos, temos no 12º Episódio da 1ª Temporada a porquinha-da-índia chamada Ginny, uma dançarina cuja especialidade é o girassol, ou seja, rodopiar em volta de si mesmo. Nesse episódio, há uma competição de dança, onde inicialmente ela não tem um bom êxito. No final, ela consegue vencer a competição, mas recusa o prêmio porque ela não era um gato. Ela aparece em outros episódios, onde tem uma proximidade com o gato Cosmo, por quem ela tem uma paixão recíproca.

#### Peppa Pig
No desenho Peppa Pig, no 18º episódio da 6ª Temporada, Peppa está muito animada em sua primeira viagem à fazenda de animais, onde ela espera ansiosamente abraçar e acariciá-los, incluindo porquinhos-da-índia. Nesse desenho, o porquinho-da-índia é apresentado somente como um simples animal de estimação, sem estar na forma antropomórfica.

#### Força G
No filme Força G é demonstrado que, por mais de 100 anos, o governo norte-americano treinou e espalhou animais como espiões. Devido a essa tecnologia, uma equipe de pequenos animais é formada, liderada por um porquinho-da-Índia chamado Darwin, composta também por mais dois desses roedores, Blaster e Juarez, e uma toupeira de nome Speckles. No filme, eles precisam deter um ambicioso bilionário que planeja dominar o mundo através de eletrodomésticos.

#### Dr. Dolittle
No Filme Dr. Dolittle (1998), estreado por Eddie Murphy, é apresentado um porquinho-da-índia chamado Rodney. No filme, Rodney é o segundo animal a falar com Dr. Dolittle e um dos que mais se destacam na trama. Ele pertence à filha do médico, Maya (Kyla Pratt), a qual, como seu pai, desenvolve habilidades semelhantes quando ele era uma criança.

#### Super FofosouOs patarecos
Na série Super Fofos, ou Os patarecos em Portugal, são apresentados três pequenos animais cuja missão é socorrer outros animais ao derredor do mundo. Em companhia da patinha Ming-Ming e da tartaruga Tuck, a porquinho-da-Índia Linny, viaja aos locais onde os próprios animais pedem socorro, através de uma ligação telefônica. Linny, a porquinho-da-Índia, é a líder do grupo. Tendo cinco anos de idade, esse pequeno mamífero usa boné vermelho e uma capa azul. O seu trabalho é orientar seus colegas por informações geográficas e zoológicas. A dublagem original é feito por Zofie Zamchik e no Brasil por Bianca Alencar.

#### Pets - A Vida Secreta dos Bichos ou Vidas Secretas de Nossos Bichos
Pets - A Vida Secreta dos Bichos, ou Vidas Secretas de Nossos Bichos em Portugal, é um filme em que vários animais de estimação saem pela cidade no propósito de encontrarem dois cães, Max e Duke, que foram resgatados por um coelho chamado Snowball, quando estavam sendo atacados por gatos. Dentre esses animais, encontra-se o porquinho-da-Índia Norman, o qual é capturado também. Norman também aparece na sequência desse filme, em Pets - A Vida Secreta dos Bichos 2, ou A Vidas Secretas de Nossos Bichos 2, em Portugal. Originalmente, Norman é dublado por Chris Renaud e, na versão brasileira, por Sérgio Stern.

#### Poema Porquinho-da-índia
Manoel Bandeira, um dos maiores poetas da literatura brasileira e um dos maiores representantes da primeira fase do Modernismo, fez um poema de um porquinho-da-Índia quando ele o criava aos seis anos. Nesse poema, ele retrata uma das característica desse roedor, que é se esconder em abrigos improvisados e inusitados. 
Porquinho-da-índia

"Quando eu tinha seis anos
Ganhei um porquinho-da-índia.
Que dor de coração me dava
Porque o bichinho só queria estar debaixo do fogão!
Levava ele pra sala
Pra os lugares mais bonitos mais limpinhos
Ele não gostava:
Queria era estar debaixo do fogão.
Não fazia caso nenhum das minhas ternurinhas…

— O meu porquinho-da-índia foi minha primeira namorada.”— Manuel Bandeira

## Classificação
- Família Caviidae G. Fischer, 1817
  - Subfamília Caviinae G. Fischer, 1817
    - Gênero Cavia Pallas, 1766
    - Gênero Galea Meyen, 1833
    - Gênero Microcavia Gervais e Ameghino, 1880

  - Subfamília Dolichotinae Pocock, 1922
    - Gênero Dolichotis Desmarest, 1820

  - Subfamília Hydrochoerinae Gray, 1825
    - Gênero Hydrochoerus Brisson, 1762
    - Gênero Kerodon F. Cuvier, 1825